# Stormbreaker
Stormbreaker es una película de acción estrenada en 2006 protagonizada por Alex Pettyfer y dirigida por Geoffrey Sax. La película lanzó a la fama internacional a su protagonista, Álex Pettyfer, siendo esta su primera película, convirtiéndolo en un ídolo adolescente y expandiendo su carrera en el cine. La película tenía la intención de convertirse en la primera de una franquicia, pero solo recaudó $23.9 millones y costó $40 millones, convirtiéndose en un gran fracaso de taquilla. En Rotten Tomatoes fue apaleada debido a su falta de originalidad.

## Argumento
Alex Rider (Alex Pettyfer) es un adolescente normal que vive con su tío Ian Rider (Ewan McGregor), un director de un banco en la ciudad, hasta que este muere en circunstancias misteriosas. Alex descubre que su tío era un espía y que ha sido asesinado por Yassen Gregorovich (Damian Lewis), uno de los criminales más peligrosos del mundo. 
Reclutado por el Sr. Blunt (Bill Nighy) y la Sra. Jones (Sophie Okonedo), de la división de Operaciones Especiales de la MI6, este colegial se da cuenta de que su tío, al fomentar sus pasatiempos, le ha preparado a conciencia para una carrera en el espionaje: buceador, escalador, experto en artes marciales y un excelente tirador, Álex tiene todas las cualidades necesarias para ser el perfecto espía adolescente. El multimillonario Darrius Sayle (Mickey Rourke) se ha ofrecido a donar el superordenador Stormbreaker a todos los colegios del Reino Unido. Provisto de su colección particular de artilugios especiales, Álex cumple con su primera misión.

## Reparto
| Personaje                       | Actor              |
| ------------------------------- | ------------------ |
| Alex Rider                      | Alex Pettyfer      |
| Jack Starbright                 | Alicia Silverstone |
| Darrius Sayle                   | Mickey Rourke      |
| Mrs. Tulip Jones                | Sophie Okonedo     |
| Mr. Alan Blunt                  | Bill Nighy         |
| Yassen Gregorovich              | Damian Lewis       |
| Sabina Pleasure                 | Sarah Bolger       |
| Smithers                        | Stephen Fry        |
| Mr. Grin                        | Andy Serkis        |
| Nadia Vole                      | Missi Pyle         |
| Wolf                            | Ashley Walters     |
| Ian Rider                       | Ewan McGregor      |
| John Crawley                    | Jimmy Carr         |
| Primer ministro del Reino Unido | Robbie Coltrane    |